# 9974 Brody
9974 Brody este o planetă minoră (asteroid), cu un diametru de 3,883 km, din centura de asteroizi. A fost descoperită pe 19 iulie 1993 la Observatorul European Austral de Eric Walter Elst și a fost numită după Adrien Brody. 
Obiectul prezintă o orbită caracterizată de o semiaxă mare de 2,3895597 UAi, o excentricitate de 0,18, o înclinație de 1,72239 ° în raport cu ecliptica.